# Żuków (obwód iwanofrankiwski)
Żuków (ukr.  Жуків) – wieś na Ukrainie, w obwodzie iwanofrankowskim, w rejonie tłumackim. 
W II Rzeczypospolitej wieś  w powiecie horodeńskim województwa stanisławowskiego. W latach 1944-1945 nacjonaliści ukraińscy z OUN-UPA zamordowali tutaj 11 Polaków.

## Zabytki
- zamek[3]

## Urodzeni
- Mieczysław Romanowski (1833–1863) – poeta epoki romantyzmu
- Mychajło Siengalewycz (1823–1894) – duchowny greckokatolicki, poseł do austriackiej Rady Państwa VII kadencji (Klub Ruski)